# Dunasziget
Dunasziget è un comune di 1 477 abitanti situato nella contea di Győr-Moson-Sopron, nell'Ungheria nordoccidentale.